# میر اسدالله مدنی
میر اسدالله مدنی دهخوارقانی (۱۲۹۳ در آذرشهر – ۲۰ شهریور ۱۳۶۰ در تبریز)، روحانی مجتهد شیعه، نماینده دورهٔ اول مجلس خبرگان و امام جمعهٔ سابق نورآباد ممسنی (در دوران تبعید)، امام جمعه سابق همدان و امام جمعه تبریز از آبان ۱۳۵۸ تا شهریور ۱۳۶۰ بود. مدنی در ۲۰ شهریور  ۱۳۶۰ و در حین اقامهٔ نمازجمعه، مورد سؤقصد عوامل سازمان مجاهدین خلق قرار گرفته و کشته شد. جمهوری اسلامی از او با عنوان «دومین شهید محراب انقلاب اسلامی» یاد می‌کند.

## زندگی و تحصیلات
سید اسدالله مدنی در ۱۲۹۳ هجری خورشیدی ،در آذرشهر از توابع تبریز به دنیا آمد. در چهار سالگی مادر خود را از دست داد و نزد نامادری و پدرش آقا میرعلی بزرگ شد.
مدنی دروس ابتدایی علوم دینی را در حوزه علمیه یزد فراگرفت و برای ادامهٔ تحصیل عازم قم شد و در آن‌جا تحصیلات خود را به پایان رساند. وقتی نواب صفوی مصمم به مبارزهٔ مسلحانه شد، در تهیهٔ جنگ‌افزار وی را یاری کرد. سپس چندین سال در حوزهٔ علمیهٔ نجف به تدریس مشغول گشت. در حوزهٔ نجف در بین دوستان معروف بود که «اسلحه‌ای که نواب صفوی تهیه کرد با پول کتاب‌های مدنی بود.» از جمله شاگردان او در این دوره می‌توان به عارف حسینی اشاره نمود.

## فعالیت سیاسی
در سال ۱۳۴۹ به ایران بازگشت و بر اثر مخالفت با حکومت پهلوی دوم به بندرکنگان تبعید شد.
به دنبال مبارزات مدنی، وی طی دهه ۱۳۴۰ چندین بار توسط ساواک دستگیر و تبعید شد. در چنین شرایطی مدنی به بیماری سل ریوی مبتلا شد. با بررسی پرونده پزشکی مدنی و قوت گرفتن احتمال درگذشت مدنی در اثر این بیماری، ساواک برای فرار از فشارهای طیف مذهبی جامعه در سال ۱۳۵۱ مدنی را به دره مرادبیگ در حوالی همدان تبعید کرد.
پس از مرگ روح‌الله کمالوند بنیانگذار حوزه علمیه کمالیه، مدنی به خرم‌آباد مهاجرت کرد. وی تا سال ۱۳۵۴ اقدام به انتشار توضیح‌المسائل و تحریرالوسیله از آثار روح‌الله خمینی کرد و سخنرانی او به مناسبت دوازهمین سالگرد تظاهرات ۱۵ خرداد در مسجد شاه خرم‌آباد ساواک را نسبت به اقدامات او حساس کرد. همچنین مدنی از سوی روح‌الله خمینی به عنوان نماینده در استان لرستان انتخاب شده بود و همین عوامل باعث شد تا ساواک اقدام به تبعید وی به نورآباد ممسنی کند.

## پس از انقلاب
مدنی پس از پیروزی انقلاب ۱۳۵۷ ایران برای حل مشکلات مردم شهر همدان به صورت موقت، به امامت جمعه آن شهر منصوب گردید. در اولین انتخابات مجلس خبرگان به نمایندگی از همدان به مجلس راه یافت. در آبان سال ۱۳۵۸ سید روح‌الله خمینی وی را به عنوان امام جمعه تبریز منصوب کرد.

او همچنین عضو مجلس خبرگان قانون اساسی بود. در جمع بندی و رفع تعارض میان ایده های مختلف در زمان تصویب اصول مختلف از سوی جریان های حاضر در مجلس، نقش ایشان در ارائه پیشنهادهای کاربردی و تلاش برای ایجاد اجماع بسیار مشهود بوده است (ر.ک مشروح مذاکرات مجلس خبرگان ق.اساسی)

## ترور

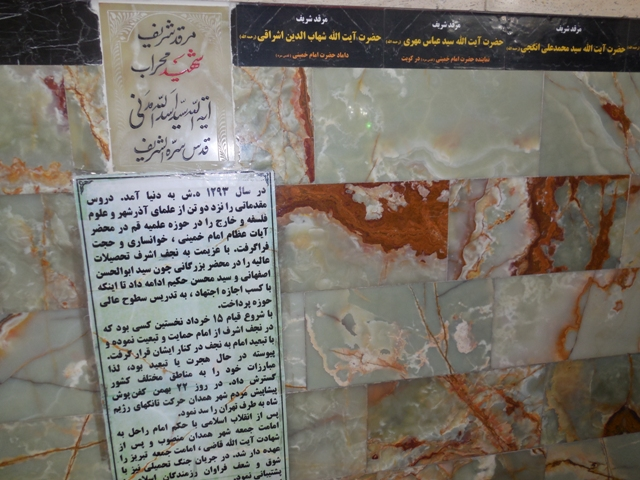
قبر سید اسدالله مدنی در جوار حرم فاطمه معصومه در قم

مدنی سرانجام در ۲۰ شهریورماه ۱۳۶۰ (۱۱سپتامبر ۱۹۸۱) در حال اقامهٔ نماز جمعه ترور شد. مسئولیت ترور او را سازمان مجاهدین خلق ایران بر عهده گرفت. اسدالله مدنی دومین شهید محراب انقلاب اسلامی لقب گرفته‌است. پیکر مدنی پس از تشییع در تبریز و قم، در مسجد بالاسر حرم فاطمه معصومه در قم دفن شد.

## استادان
- سید محمد حجت کوه‌کمری
- سیدحسین طباطبایی بروجردی
- محمدتقی خوانساری
- سید ابوالحسن اصفهانی
- سید عبدالهادی شیرازی
- سید محسن حکیم[۱۲]